# Минарет Али
Минарет Али (перс. مناره علی‎) исторический минарет в Исфахане, Иране. Составляет единый комплекс с мечетью Али. Это старейший минарет в Исфахане, постройка которого датируется XII веком. Высота минарета 48 м, он считается вторым по высоте минаретом в Исфахане после минарета Сарбан. Первоначально он имел высоту 50 м, но с течением времени его высота уменьшилась на два метра.
Возведён в период правления сельджукского султана Санджара (1118—1157 н. э.). В период правления основателя династии Сефевидов Исмаила I (1501—1524 гг. н. э.) минарет был перестроен.
Минарет построен из кирпича в виде усечённого конуса, оформлен двумя балконами. Стена ниже балконов украшена переплетающимися звездами, изменяющимися от формы ромба на верхнем конце к четырём полосам куфических надписей, три из которых выполнены глазурованной плиткой.